# Agoué-Gbédjin
Agoué-Gbédjin ist ein Ort im westafrikanischen Staat Benin. Es liegt im Departement Mono und gehört verwaltungstechnisch zum Arrondissement Agoué, welches wiederum der Gerichtsbarkeit der Kommune Grand-Popo untersteht.
Innerhalb des in die Länge gezogenen Arrondissements zwischen dem Atlantik im Süden und Togo im Westen und Norden liegt der Ort zentral. Durch Agoué-Gbédjin verläuft die Fernstraße RNIE1.